# (10197) Senigalliesi
(10197) Senigalliesi (1996 UO) – planetoida z pasa głównego asteroid okrążająca Słońce w ciągu 4,8 lat w średniej odległości 2,84 j.a. Odkryta 18 października 1996 roku.